# 丹尼爾·拉托雷·瑞格
丹尼爾·拉托雷·瑞格（西班牙語：Daniel La Torre Regal，1997年8月20日—），秘魯男子羽毛球運動員。

## 簡歷
2017年8月，丹尼爾·拉托雷·瑞格與西村丹妮卡合作，以頭號種子的身份出戰加勒比地區羽毛球聯合會公開賽混合雙打項目，在決賽中以2比0的成績（21-16、21-9）擊敗隊友兼4號種子布鲁诺·巴鲁埃托·德萨/伊内斯·卡斯蒂略組合，奪得羽球生涯中首個國際賽冠軍。

## 主要比賽成績
只列出曾進入準決賽的國際賽事成績：
| 年份   | 賽事                         | 公開賽級別 | 項目     | 拍檔                   | 成績   |
| ------ | ---------------------------- | ---------- | -------- | ---------------------- | ------ |
| 2015年 | 哥倫比亞羽毛球國際賽         | 國際系列賽 | 男子雙打 | 迭戈·米尼              | 準決賽 |
| 2015年 | 哥倫比亞羽毛球國際賽         | 國際系列賽 | 混合雙打 | 丹妮拉·马西亚斯        | 亞軍   |
| 2017年 | 泛美洲羽毛球錦標賽（團體賽） | 其他       | 混合團體 | －                     | 第四名 |
| 2017年 | 秘魯羽毛球國際系列賽         | 國際系列賽 | 男子雙打 | 何塞·格瓦拉            | 準決賽 |
| 2017年 | 秘魯羽毛球國際系列賽         | 國際系列賽 | 混合雙打 | 西村丹妮卡             | 亞軍   |
| 2017年 | 秘魯羽毛球國際挑戰賽         | 國際挑戰賽 | 混合雙打 | 西村丹妮卡             | 準決賽 |
| 2017年 | 加勒比地區羽毛球聯合會公開賽 | 國際系列賽 | 混合雙打 | 西村丹妮卡             | 冠軍   |
| 2017年 | 墨西哥羽毛球國際賽           | 國際系列賽 | 混合雙打 | 西村丹妮卡             | 冠軍   |
| 2017年 | 危地馬拉羽毛球國際系列賽     | 國際系列賽 | 男子雙打 | 何塞·格瓦拉            | 準決賽 |
| 2017年 | 危地馬拉羽毛球國際系列賽     | 國際系列賽 | 混合雙打 | 西村丹妮卡             | 準決賽 |
| 2018年 | 牙買加羽毛球國際賽           | 國際系列賽 | 男子雙打 | 何塞·格瓦拉            | 準決賽 |
| 2018年 | 秘魯羽毛球未來系列賽         | 未來系列賽 | 男子雙打 | 何塞·格瓦拉            | 冠軍   |
| 2018年 | 秘魯羽毛球未來系列賽         | 未來系列賽 | 混合雙打 | 西村丹妮卡             | 冠軍   |
| 2018年 | 秘魯羽毛球國際賽             | 國際系列賽 | 混合雙打 | 西村丹妮卡             | 準決賽 |
| 2019年 | 牙買加羽毛球國際賽           | 國際系列賽 | 男子雙打 | 何塞·格瓦拉            | 準決賽 |
| 2019年 | 吉拉爾迪拉羽毛球賽           | 未來系列賽 | 男子雙打 | 何塞·格瓦拉            | 冠軍   |
| 2019年 | 秘魯羽毛球未來系列賽         | 未來系列賽 | 男子單打 | －                     | 準決賽 |
| 2020年 | 秘魯羽毛球未來系列賽         | 未來系列賽 | 混合雙打 | 寶拉·拉托雷·瑞格       | 冠軍   |
| 2023年 | 秘魯羽毛球未來系列賽         | 未來系列賽 | 男子雙打 | 迭戈·蘇巴斯蒂·托庫穆拉 | 亞軍   |

| 2007-2017年 | 首要超級賽 | 超級賽 | 黃金大獎賽 | 大獎賽 | 國際挑戰賽 | 國際系列賽 | 未來系列賽 | 其他 |

| 2018-2026年 | 總決賽 | 超級1000賽 | 超級750賽 | 超級500賽 | 超級300賽 | 超級100賽 | 國際挑戰賽 | 國際系列賽 | 未來系列賽 | 其他 |